# 이드로

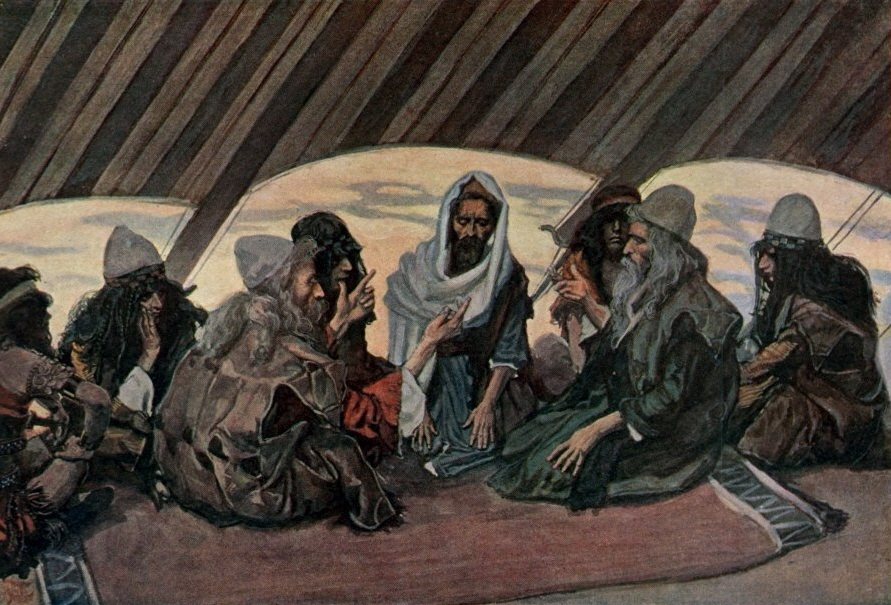
이드로와 모세(1900년 경 제임스 티소의 수채화)

이드로는 히브리어 성경에서 모세의 장인이자 겐 족속, 미디안의 제사장으로, 르우엘이라고도 불린다. 출애굽기에서 모세의 장인은 처음에 "르우엘"로 불렸으나 그 뒤 출애굽기 3장 1절에서 이드로로 불렸다. 민수기 10장 29절에서 호밥(Hobab)을 통해서도 식별된다.

## 같이 보기
- 메디나